# 崔光赫
崔光赫（韓語：최광혁；1987年—），脫北者，韓國雪橇曲棍球選手。崔光赫出生於北韓咸鏡北道化成郡
，2000年左腿因火車墜落事故致殘，截肢至膝下。2001年經由中國脫北。
在2018年冬季殘奧會雪橇曲棍球比賽中，崔光赫所在隊獲得銅牌。